# La terramadre
La terramadre è un film drammatico del 2008 diretto da Nello La Marca. Ambientato nell'agrigentino, in Sicilia, è girato totalmente in lingua siciliana, nelle varianti agrigentina e palmese.

## Trama
Dopo che sua madre è morta di cancro, Gaetano vive dalla zia a Palma di Montechiaro.
Antonio, padre di Gaetano, vorrebbe che suo figlio lo seguisse in Germania, dove sogna di aprire un bar, sentendosi oppresso dalla sua "terra madre", ma Gaetano si sente ancora legato alla sua terra, dove si trova la tomba della madre, che spesso visita per dialogare con lei.
La trama continua con Alì, che è arrivato a Palma clandestinamente, trascinando con sé una donna morta. Un contadino lo assisterà, ma poi Alì si troverà a sfuggire senza fine da una vita di sfruttamento come lavoratore clandestino e di continue fughe.
Le storie di Gaetano e di Alì si intrecciano tra loro, mettendo in risalto la drammaticità insita nell'impossibilità di gestire ed orientare il proprio destino.